# Algorytm Bareissa
Algorytm Bareissa – algorytm obliczania wyznacznika macierzy za pomocą bezułamkowych działań elementarnych noszący nazwisko Erwina Bareissa (1968). Dla macierzy kwadratowych stopnia {\displaystyle n} dla której wartość bezwzględna każdego jej elementu nie przekracza {\displaystyle 2L,} gdzie {\displaystyle L} jest pewną stałą dodatnią, algorytm ten wymaga {\displaystyle O(n^{3})} działań elementarnych z ograniczeniem {\displaystyle O(n^{n}2^{Ln})} dla wartości pośrednich (zob. asymptotyczne tempo wzrostu). Algorytm ten został opisany również przez Renégo Maria Montantego Pardę (1973), z tego powodu znany jest on również jako metoda Montantego.